# EchoStar XXIII
O EchoStar XXIII é um satélite de comunicação geoestacionário estadunidense construído pela Space Systems/Loral (SS/L) que esta localizado na posição orbital de 45,00 graus de longitude oeste e é operado pela EchoStar. O satélite foi baseado na plataforma SSL-1300 e sua expectativa de vida útil é de 15 anos.

## História
A Space Systems/Loral anunciou em abril de 2014 que ela foi escolhida para fornecer um satélite de alta potência, o EchoStar XXIII, a EchoStar Corporation.
O EchoStar XXIII é um satélite de banda Ku muito flexível, capaz de fornecer o serviço a partir de qualquer uma das oito diferentes posições orbitais. Foi projetado para fornecer o serviço por quinze anos ou mais.
O EchoStar XXIII utilizou a plataforma do satélite cancelado, CMBStar 1 (EchoStar XIII), que ficou um longo período armazenado.

## Lançamento
O satélite foi lançado com sucesso ao espaço no dia 16 de março de 2017, por meio de um veículo Falcon 9FT lançado a partir da Estação da Força Aérea de Cabo Canaveral, na Flórida, EUA. Ele tinha uma massa de lançamento de cerca de 5.600 kg.